# Baranca (Hudești), Botoșani
Baranca este un sat în comuna Hudești din județul Botoșani, Moldova, România.

## Personalități născute aici
- Maria Macoviciuc ( n. 1 august 1959, Baranca ), canotoare;
- Camelia Macoviciuc  ( n. 1 martie 1968, Baranca ), canotoare;

## Galerie cu imagini

Baranca pe harta toponimică a Hudeștiului

 Acest articol despre o localitate din județul Botoșani este deocamdată un ciot. Puteți ajuta Wikipedia prin completarea lui.